# Coleophora genviki
Coleophora genviki is een vlinder uit de familie kokermotten (Coleophoridae). De wetenschappelijke naam is voor het eerst geldig gepubliceerd in 2002 door Anikin.
De soort komt voor in Europa.